# Grzegorz Myszkowski
Grzegorz Myszkowski (ur. 18 kwietnia 1961 w Poznaniu) – polski żeglarz, windsurfer i trener sportowy.

## Życiorys
Pierwszy kontakt z żeglarstwem miał w II klasie liceum, kiedy to zdobył patent żeglarza. Wkrótce potem wstąpił do Jacht Klubu Wielkopolski, gdzie pływał na jachtach klasy 420 i był załogantem Jacka Harasymczuka. W 1981 wystartował po raz pierwszy na Mistrzostwach Polski w Windsurfingu, gdzie zajął trzecie miejsce (deska firmy Bąk). Był jednym z pionierów polskiego windsurfingu, ucząc się m.in. od Ryszarda Skarbińskiego i Bogdana Kramera. W 1982 uzyskał tytuł mistrza Polski i Puchar Polski w windsurfingu. Był uczestnikiem Letnich Igrzysk Olimpijskich w 1988 roku w Seulu w windsurfingu (17. miejsce, deska typu Dywizjon II) i Mistrzostw Europy tego samego roku w Breście (9. miejsce). W 1990 zdobył złoty medal na desce Division II na II Letnich Igrzyskach Dobrej Woli w Seattle.
Ukończył AWF Poznań kierunek trenerski, trenuje zawodników w AZS Poznań klasie „Techno” i olimpijskiej „RSX”.